# Ngựa Uchchaihshravas

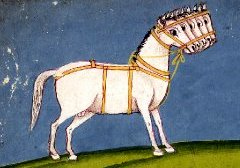
Ngựa bảy đầu Uchchaisravas

Ngựa Uchchaihshravas (tiếng Phạn: उच्चैःश्रवस् Uccaiḥśravas or उच्चैःश्रवा Uccaiḥśravā có nghĩa là tai dài) là sinh vật huyền thoại dưới dạng một con ngựa trắng trong thần thoại Ấn Độ. Uchchaihshravas là con ngựa được coi là tổ của loài ngựa và nổi bật trong các truyền thuyết, thánh điển Hindu. Ngựa Uchchaihshravas được miêu tả là con ngựa bay, bảy đầu, có hai cánh, màu trắng như tuyết.

## Ghi chép
Uchchaihshravas là một con ngựa có bảy cái đầu, trắng như tuyết, biết bay và xuất hiện vào giai đoạn là con ngựa đầu tiên hiện ra từ sâu thẳm đại dương trong thần thoại Khuấy Biển Sữa. Uchchaihshravas được coi là con ngựa tốt nhất, xuất hiện đầu tiên nguyên mẫu và là vua của các loài ngựa. Theo sử thi Mahabharata, Uchchaihshravas là thú cưỡi của Indra, vua của các vị thần, nhưng cũng có một số ghi chép cho rằng nó là thú cưỡi của vua quỷ Bali. 

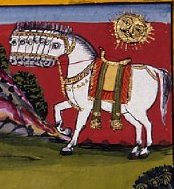
Uchchaihshravas

Thần Indra, vị chúa tể cõi trời, vua của các chư thần/deva, đã mang con ngựa thần thoại về cung trời của mình (cõi svarga). Sau đó, thần Indra đã cất đi cặp cánh của Uchchaihshravas và cho nó xuống cõi người. Cặp cánh bị lấy đi nhằm đảm bảo con ngựa ở lại nơi mặt đất (prithvi) và không bay trở lại nơi cõi trời của thần Indra. Uchchaihshravas trước tiên là vật cưỡi (vahana) của thần Indra, vị vua cõi trời. Nhưng nó cũng được ghi chép là con ngựa của Bali. Vị vua của cõi âm ty (patala) đã sử dụng nó để giành được những thứ mà trước kia không thể có được.
Ngoài ra, Vishnu Purana cũng ghi chép rằng khi Prithu nhận ngôi vị là vị vua đầu tiên của cõi đất thì vật được ban cho ngôi vị chịu trách nhiệm vương quyền này là con ngựa Uchchaihshravas và sau đó nó đã trở thành vua của loài ngựa. Con ngựa Uchchaihshravas phần nào tương đồng với ngựa Kanthaka, chúng đều là những con bạch mã thượng thủ, uy nghi, vật cưỡi của bậc chủ tể, ở đây là bậc chủ tể về mặt tâm linh, tín ngưỡng.